# Idaea halmaea
Espèce
Synonymes
- Acidalia halmaea Meyrick, 1888[1]
- Sterrha halmaea epicrossis L.B. Prout, 1938[1]

Idaea halmaea est une espèce de papillons de la famille des Geometridae vivant en Australie, y compris en Tasmanie.

## Systématique
L'espèce Idaea halmaea a été initialement décrite en 1888 par Edward Meyrick sous le protonyme de Acidalia halmaea.